# Ordine al merito del servizio industriale
L'Ordine al Merito del Servizio Industriale è un ordine cavalleresco della Corea del Sud.

## Storia
L'ordine è stato fondato il 29 settembre 1962 per premiare coloro i quali hanno contribuito notevolmente allo sviluppo dell'industria e dell'economia nazionale e riformato nel 1967 e nel 1973.

## Classi
L'ordine dispone delle seguenti classi di benemerenza:
- Torre d'Oro
- Torre d'Argento
- Torre di Bronzo
- Torre di Ferro
- Torre di Stagno

| Nastri          |                |                 |                 |             |
| Torre di Stagno | Torre di Ferro | Torre di Bronzo | Torre d'Argento | Torre d'Oro |

## Insegne
- Il nastro cambia a seconda della classe.